# روش لومیه–باربیه
روش لومیه–باربیه (به انگلیسی: Lumière–Barbier method) روشی برای استیل‌دار کردن آمین‌های آروماتیک در محلول‌های آبی است. برای مثال می‌توان به استیل‌دار کردن آنیلین اشاره کرد. ابتدا آنیلین با استفاده از یک اکی‌والان هیدروکلریک اسید در آب حل می‌شود. این محلول متعاقباً، به ترتیب، با استیک انیدرید و سدیم استات آبی آمایش می‌شود. آنیلین به استیک انیدرید حمله می‌کند و به دنبال آن یون آمونیوم پروتون‌زدایی می‌شود:
سپس استات به عنوان یک گروه ترک‌کننده عمل می‌کند:
محصول استانیلید در آب نامحلول است و بنابراین می‌تواند به شکل بلور فیلتر شود.

## همچنین ببینید
- واکنش شاتن–بومان